# Diaphus drachmanni
Diaphus drachmanni är en fiskart som beskrevs av Tåning 1932. Diaphus drachmanni ingår i släktet Diaphus och familjen prickfiskar. Inga underarter finns listade i Catalogue of Life.